# Dampierre-et-Flée
Dampierre-et-Flée é uma comuna francesa na região administrativa da Borgonha-Franco-Condado, no departamento de Côte-d'Or. Estende-se por uma área de 9,17 quilômetros quadrados. Em 2010 a comuna tinha 135 habitantes (densidade: 14,7 hab./km²).